# Banyingela Kasonga
Banyingela Kasonga, född den 4 maj 1959 i Kasaï-Occidental, är en Kinshasa-kongolesisk präst. Han var presidentkandidat i 2006 års val och representerade partiet Jordbrukarnas och ekologernas allians. Han fick 0,48 procent av rösterna.